# Hohenwalde

Hohenwalde na mapie Frankfurtu nad Odrą.

Hohenwalde – dzielnica na południowo-zachodnim krańcu Frankfurtu nad Odrą. Na północ od niej znajduje się dzielnica Lichtenberg, zaś na wschód - Markendorf.
Populacja Hohenwalde liczy 425 ludzi. Nieopodal dzielnicy znajduje się miasto Müllrose.